# (16635) 1993 QO
(16635) 1993 QO est un astéroïde aréocroiseur découvert en 1993.

## Description
(16635) 1993 QO a été découvert le 20 août 1993 à l'observatoire Palomar, situé au nord de San Diego en Californie, par Eleanor Francis Helin.

### Caractéristiques orbitales
L'orbite de cet astéroïde est caractérisée par un demi-grand axe de 2,30 UA, un périhélie de 1,64 UA, une excentricité de 0,29 et une inclinaison de 21,93° par rapport à l'écliptique. Du fait de ces caractéristiques, à savoir un demi-grand axe inférieur à 3,2 UA et un périhélie compris entre 1,3 et 1,666 UA, il croise l'orbite de Mars et est classé, selon la JPL Small-Body Database, comme astéroïde aréocroiseur (aréo venant de Arès).

### Caractéristiques physiques
(16635) 1993 QO a une magnitude absolue (H) de 14,2 et un albédo estimé à 0,344.